# Tulio Febres Cordero
Tulio Febres Cordero è un comune del Venezuela situato nello Stato del Mérida.
Il capoluogo del comune è la città di Nueva Bolivia.